# Kasteel Ropstock

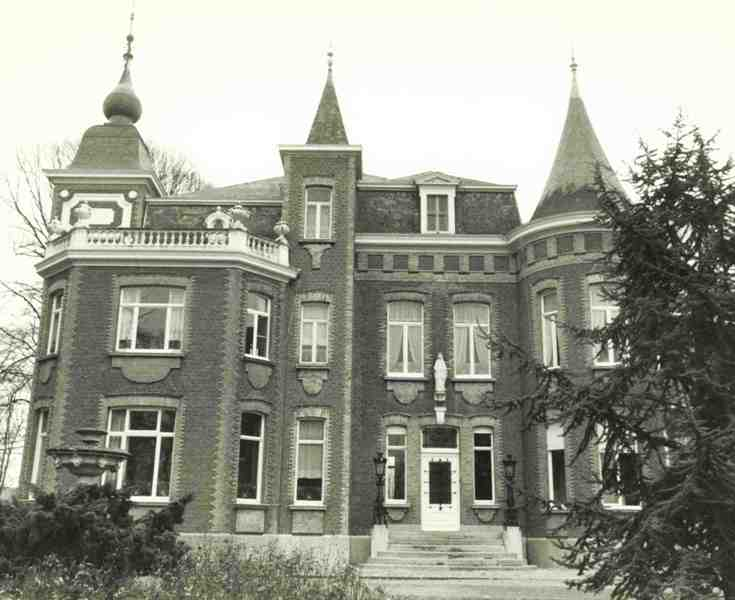
Kasteel Ropstock

Het Kasteel Ropstock is een kasteel in de Antwerpse plaats Boechout, gelegen aan de Sportveldlaan 21.

## Geschiedenis
Omstreeks 1700 zou hier al een huis van plaisantie (buitenhuis) hebben gestaan, met hoeve. Het huis werd bewoond door de rentmeester van de Sint-Baafsabdij te Gent.
Het huidige bakstenen kasteel stamt uit het eerste kwart van de 20e eeuw. Het heeft een rechthoekige plattegrond met tal van uitbouwen en een drietal torens, waaronder een op ronde en twee op vierkante plattegrond. Decoraties zijn met gele baksteen aangebracht.